# Absent Lovers: Live in Montreal
Absent Lovers: Live in Montreal je koncertní album britské rockové skupiny King Crimson. Bylo vydáno v červnu 1998 (viz 1998 v hudbě).
Záznam vydaný jako dvojCD Absent Lovers: Live in Montreal byl pořízen na koncertě King Crimson 11. července 1984 v Montréalu; jednalo se o poslední vystoupení v rámci turné po vydání desky Three of a Perfect Pair a také poslední koncert King Crimson na dalších 10 let, neboť kapela na tuto dobu přerušila činnost. Vystoupení bylo vysíláno v rádiu, díky čemuž kolovaly mezi sběrateli před vydáním alba Absent Lovers: Live in Montreal nekvalitní a nekompletní bootlegy.
Hlavním programem koncertu byly skladby ze tří crimsonovských alb 80. let – Discipline, Beat a Three of a Perfect Pair. Ze starších skladeb skupina odehrála pouze skladbu „Red“ ze stejnojmenného alba a „Larks' Tongues in Aspic (Part II)“ z desky Larks' Tongues in Aspic.

## Seznam skladeb
Všechny skladby napsal(i) Adrian Belew, Bill Bruford, Robert Fripp a Tony Levin, pokud není uvedeno jinak. 
| Disk 1 | Disk 1                             | Disk 1 | Disk 1                         | Disk 1 |
| Pořadí | Název                              | Autor  | Původní album                  | Délka  |
| ------ | ---------------------------------- | ------ | ------------------------------ | ------ |
| 1.     | Entry of the Crims                 |        | —                              | 6:27   |
| 2.     | Larks' Tongues in Aspic (Part III) |        | Three of a Perfect Pair (1984) | 5:05   |
| 3.     | Thela Hun Ginjeet                  |        | Discipline (1981)              | 7:07   |
| 4.     | Red                                | Fripp  | Red (1974)                     | 5:49   |
| 5.     | Matte Kudasai                      |        | Discipline (1981)              | 3:45   |
| 6.     | Industry                           |        | Three of a Perfect Pair (1984) | 7:31   |
| 7.     | Dig Me                             |        | Three of a Perfect Pair (1984) | 3:59   |
| 8.     | Three of a Perfect Pair            |        | Three of a Perfect Pair (1984) | 4:30   |
| 9.     | Indiscipline                       |        | Discipline (1981)              | 4:25   |
| 10.    | Indiscipline                       |        | Discipline (1981)              | 8:14   |

| Disk 2         | Disk 2                            | Disk 2         | Disk 2                         | Disk 2 |
| Pořadí         | Název                             | Autor          | Původní album                  | Délka  |
| -------------- | --------------------------------- | -------------- | ------------------------------ | ------ |
| 1.             | Sartori in Tangier                |                | Beat (1982)                    | 4:40   |
| 2.             | Frame by Frame                    |                | Discipline (1981)              | 3:57   |
| 3.             | Man with an Open Heart            |                | Three of a Perfect Pair (1984) | 3:44   |
| 4.             | Waiting Man                       |                | Beat (1982)                    | 6:26   |
| 5.             | Sleepless                         |                | Three of a Perfect Pair (1984) | 6:08   |
| 6.             | Larks' Tongues in Aspic (Part II) | Fripp          | Larks' Tongues in Aspic (1973) | 7:54   |
| 7.             | Discipline                        |                | Discipline (1981)              | 5:04   |
| 8.             | Heartbeat                         |                | Beat (1982)                    | 5:15   |
| 9.             | Elephant Talk                     |                | Discipline (1981)              | 8:56   |
| Celková délka: | Celková délka:                    | Celková délka: | Celková délka:                 | 104:38 |

## Obsazení
- King Crimson
  - Adrian Belew – zpěv, kytara, bicí
  - Robert Fripp – kytara
  - Tony Levin – baskytara, Chapman Stick, syntezátory, vokály
  - Bill Bruford – bicí, perkuse